# Доброґости (Мазовецьке воєводство)
Доброґости (пол. Dobrogosty) — село в Польщі, у гміні Дзежґово Млавського повіту Мазовецького воєводства.
Населення — 226 осіб (2011).
У 1975-1998 роках село належало до Цехановського воєводства.

## Демографія
Демографічна структура станом на 31 березня 2011 року:
|          | Загалом | Допрацездатний вік | Працездатний вік | Постпрацездатний вік |
| -------- | ------- | ------------------ | ---------------- | -------------------- |
| Чоловіки | 127     | 29                 | 81               | 17                   |
| Жінки    | 99      | 17                 | 59               | 23                   |
| Разом    | 226     | 46                 | 140              | 40                   |